# Dziarno (powiat ciechanowski)
Dziarno – dawna osada w Polsce, w województwie mazowieckim, w powiecie ciechanowskim, w gminie Sońsk.
Obecnie w rejestrze TERYT nie ma osady Dziarno.  
W latach 1975–1998 miejscowość administracyjnie należała do województwa ciechanowskiego.